# La Pomarrosa el Chorro
La Pomarrosa el Chorro är en ort i Mexiko.   Den ligger i kommunen Ocosingo och delstaten Chiapas, i den sydöstra delen av landet, 800 km öster om huvudstaden Mexico City. La Pomarrosa el Chorro ligger 906 meter över havet och antalet invånare är 111.
Terrängen runt La Pomarrosa el Chorro är huvudsakligen kuperad, men åt nordväst är den bergig. Runt La Pomarrosa el Chorro är det ganska glesbefolkat, med 38 invånare per kvadratkilometer. Närmaste större samhälle är Ocosingo, 6,7 km norr om La Pomarrosa el Chorro. I omgivningarna runt La Pomarrosa el Chorro växer i huvudsak städsegrön lövskog.